# Magnamund
Il Magnamund è il mondo fantasy ideato da Joe Dever in cui si svolgono le storie di Lupo Solitario e Oberon.

## Genesi
Joe Dever aveva solo sette anni quando lesse e si appassionò al fumetto The Rise and Fall of the Trigan Empire che apparve nella rivista Look and Learn. Inoltre costruiva eserciti di soldatini Romani, sostituendo le spade con fucili laser, molto prima che entrasse ufficialmente nel genere fantasy. Dever fu introdotto alla fantascienza durante la scuola superiore, grazie al suo insegnante di inglese. Era figlio unico e suo padre morì quando era molto piccolo, determinando similitudini con il personaggio di Lupo Solitario.
Le prime ispirazioni di Dever per la creazione del mondo di Lupo Solitario provenivano dai classici medioevali inglesi, come Beowulf, Ivanhoe, Re Artù e i Cavalieri della Tavola Rotonda. Durante l'infanzia le letture di Tolkien, Michael Moorcock and Mervyn Peake, oltre ad un appassionato interesse per la storia militare e per la mitologia norvegese, contribuirono alla nascita della saga di Lupo Solitario.
Mentre Dever lavorava a Los Angeles, nel 1977, scoprì il recentemente pubblicato gioco di ruolo Dungeons & Dragons. Sebbene il gioco fosse ancora ai suoi albori, Dever ne comprese immediatamente il potenziale e cominciò a sviluppare fra il 1977 e il 1982 un proprio gioco di ruolo. Questi primi tentativi crearono le basi del Magnamund, che in seguito avrebbe costituito l'ambientazione dei libri di Lupo Solitario. Inizialmente questo mondo era chiamato Chinaraux e comprendeva solamente la parte di territorio che andò poi a costituire il Magnamund settentrionale.

## Cronologia del Magnamund

### Età della Luna Nera (PL 3004-PL 3799)
I Signori delle Tenebre nascono nel Magnamund e lanciano vari attacchi a Sommerlund.
Nel PL 3799 Re Ulnar I uccide Vashna  durante la battaglia del Maakeen.
Aquila del Sole comincia la ricerca delle Pietre della Sapienza.

### Età del Sole e della Stella (PL 3799- ...)
Aquila del Sole fonda il Primo Ordine Kai.
Nel PL 5050 l'Ordine viene quasi completamente sterminato da Zagarna.
Lupo Solitario, il sopravvissuto, uccide Zagarna e gli altri Signori delle Tenebre e rifonda l'Ordine Kai.

## Cronologia delle opere ambientate nel Magnamund
| Anno         | Librogame di Lupo solitario     | Librogame di Oberon    | Altri librogame       | Avventure bonus            | Romanzi                                           | Videogiochi           | Fumetti | Note         |
| ------------ | ------------------------------- | ---------------------- | --------------------- | -------------------------- | ------------------------------------------------- | --------------------- | ------- | ------------ |
| PL 5048      |                                 |                        |                       | La corona di Re Alin IV    |                                                   |                       |         |              |
| PL 5049-5050 |                                 |                        |                       |                            | Il massacro dei Ramas                             |                       |         |              |
| PL 5049-5050 |                                 |                        | Dawn of the Darklords |                            |                                                   |                       |         |              |
| PL 5049-5050 | I Signori delle Tenebre         |                        |                       |                            | L'invasione                                       |                       |         |              |
| PL 5050      | Traversata infernale            |                        |                       |                            | La Spada del Sole                                 |                       |         |              |
| PL 5050      |                                 |                        | La rete di Vonatar    |                            |                                                   |                       |         |              |
| PL 5050      | Oberon il giovane mago          |                        |                       |                            |                                                   |                       |         |              |
| PL 5050      | La città proibita               |                        |                       |                            |                                                   |                       |         |              |
| PL 5050-5057 |                                 | Il cancello dell'ombra |                       |                            |                                                   |                       |         |              |
| PL 5051      | Negli abissi di Kaltenland      |                        |                       |                            | Caccia spietata                                   |                       |         |              |
| PL 5052-53   |                                 |                        |                       |                            | (Gli artigli di Helgedad)                         |                       |         | Non canonico |
| PL 5053      |                                 |                        |                       |                            |                                                   | Joe Dever's Lone Wolf |         |              |
| PL 5054      |                                 |                        |                       | La carovana scomparsa      |                                                   |                       |         |              |
| PL 5054      | L'altare del sacrificio         |                        |                       |                            | Sacrificio a Ruanon                               |                       |         |              |
| PL 5055      | Ombre sulla sabbia              |                        |                       |                            | Il luogo di nascita, Il Libro del Ramastan        |                       |         |              |
| PL 5057      |                                 | La guerra dei maghi    |                       |                            |                                                   |                       |         |              |
| PL 5058      | Nel regno del terrore           |                        |                       | The key to the future      | La Pietra della Sapienza di Varetta               |                       |         |              |
| PL 5058-5059 |                                 |                        |                       | The all seeing one         |                                                   |                       |         |              |
| PL 5059      |                                 |                        |                       | Masquerade in Hikas        |                                                   |                       |         |              |
| PL 5059      | Il castello della morte         |                        |                       |                            | Il segreto di Kazan-Oud                           |                       |         |              |
| PL 5060      |                                 |                        |                       |                            | Narrazioni intorno al falò - Il racconto di Carag |                       |         |              |
| PL 5060      | La giungla degli orrori         |                        |                       |                            | La palude maledetta                               |                       |         |              |
| PL 5061      | L'antro della paura             |                        |                       |                            |                                                   |                       |         |              |
| PL 5062      | Le segrete di Torgar            |                        |                       |                            |                                                   |                       |         |              |
| PL 5062      |                                 |                        | Echoes of lost light  |                            |                                                   |                       |         |              |
| PL 5062-5070 | I prigionieri del tempo         |                        |                       |                            |                                                   |                       |         |              |
| PL 5070      |                                 |                        |                       | Lord of Meledor            |                                                   |                       |         |              |
| PL 5070      | Scontro mortale                 |                        |                       |                            |                                                   |                       |         |              |
| PL 5071      |                                 |                        |                       | The Purifiers of Kazan-Oud |                                                   |                       |         |              |
| PL 5075      |                                 |                        |                       | Plague agent               |                                                   |                       |         |              |
| PL 5075      | Contagio mortale                |                        |                       |                            |                                                   |                       |         |              |
| PL 5075      |                                 |                        | Castle Akital         |                            |                                                   |                       |         |              |
| PL 5075      | Il prigioniero di Kaag          |                        |                       |                            |                                                   |                       |         |              |
| PL 5075      |                                 |                        | Darkness most Dire    |                            |                                                   |                       |         |              |
| PL 5076      |                                 |                        |                       | A long and Dire road       |                                                   |                       |         |              |
| PL 5076      | La crociata della morte         |                        |                       |                            |                                                   |                       |         |              |
| PL 5077      | Il ritorno di Vashna            |                        |                       |                            |                                                   |                       |         |              |
| PL 5077      |                                 |                        |                       |                            |                                                   | Il teschio di Agarash |         |              |
| PL 5077      | Il signore di Ixia              |                        |                       | Labyrinth of sorrow        |                                                   |                       |         |              |
| PL 5077      |                                 |                        | The dead of Chrude    |                            |                                                   |                       |         |              |
| PL 5077-5078 | L'alba dei dragoni              |                        |                       |                            |                                                   |                       |         |              |
| PL 5078      |                                 |                        | The pit of darkness   |                            |                                                   |                       |         |              |
| PL 5080      |                                 |                        |                       | Dire straight              |                                                   |                       |         |              |
| PL 5080-5081 | Il destino del lupo             |                        |                       |                            |                                                   |                       |         |              |
| PL 5081      | L'ira di Naar                   |                        |                       |                            |                                                   |                       |         |              |
| PL 5083      | Il viaggio della pietra di luna |                        |                       | Echoes of the Moonstone    |                                                   |                       |         |              |
| PL 5083      |                                 |                        | A Wytch's nightmare   |                            |                                                   |                       |         |              |
| PL 5083      | I bucanieri di Shadaki          |                        |                       |                            |                                                   |                       |         |              |
| PL 5083      | L'eroe di Mydnight              |                        |                       |                            |                                                   |                       |         |              |
| PL 5083      | Runa di guerra                  |                        |                       |                            |                                                   |                       |         |              |
| PL 5083      | Il sentiero del lupo            |                        |                       |                            |                                                   |                       |         |              |
| PL 5084      | La montagna insanguinata        |                        |                       |                            |                                                   |                       |         |              |
| PL 5085      | L'artiglio di Naar              |                        |                       |                            |                                                   |                       |         |              |
| PL 5085      | La vendetta di Sejanoz          |                        |                       |                            |                                                   |                       |         |              |
| PL 5100      |                                 |                        |                       |                            | Glory and greed                                   |                       |         |              |
| PL 5100      |                                 |                        |                       | I dragoni di Lencia        |                                                   |                       |         |              |
| PL 5102      | Le tempeste del Chai            |                        |                       |                            |                                                   |                       |         |              |
| PL 5102      |                                 |                        | The tides of Gorgoron |                            |                                                   |                       |         |              |

## Luoghi
Il Magnamund è diviso in due continenti separati dal Tentarias. I due continenti sono semplicemente detti "settentrionale" e "meridionale". A nord c'è un continente polare detto Kaltenland (o "Kalte" nel testo originale e nella nuova traduzione italiana). Le avventure di Lupo Solitario si svolgono principalmente nel Magnamund del Nord. I tre continenti sono circondati da grandi oceani chiamati "Vuoto settentrionale e meridionale", in questi oceani ci sono le isole Kayunus, luogo d'origine dei Sommerliani.

### Durenor
Si trova a est di Sommerlund ed è sua alleata da tempi immemorabili. È separata dalle Terre Selvagge e il resto del continente da un braccio di mare, il Rymerift. La sua capitale, Hammerdal, è protetta da una cerchia di montagne invalicabili e per questo non sono necessarie delle mura. Ed è proprio ad Hammerdal che si trovava la Spada del Sole prima che Lupo Solitario venisse a prenderla. Questo territorio è abitato dagli Ulnariani. A Durenor esiste l'ordine dei Cavalieri della Montagna Bianca, l'equivalente dei Ramas per Sommerlund. Le città principali sono: Hammerdal, Ryme, Port Bax e Lof.

### Sommerlund
Sommerlund è la grande nazione a cui appartiene Lupo Solitario.

### Terre Selvagge
Si trovano ad est di Sommerlund e a ovest di Durenor. Sono costituite da una grande brughiera inospitale e selvatica. In queste zone abitano umani di etnia Vassa e Zall, una razza di Giak. L'unica grande città è Ragadorn, un porto pericoloso affacciato sul Mare di Kalte. La bandiera di queste terre è una nave nera in campo color granata.

### Kaltenland/Kalte
È un continente ghiacciato e in gran parte sconosciuto abitato da barbari dei ghiacci la cui capitale è Ikaya, un'antica fortezza Shianti. L'unico avamposto straniero è il porto di Ljuk.

### Casiorn
È una ricca città-stato situata tra Sommerlund e Vassagonia, molto frequentata da mercanti essendo al centro delle vie commerciali.

### Cloeasia
Piccolo Sultanato a sud-ovest di Durenor. Le città principali sono: Kadan, Lujiar, Temel, Vakak.

### Terre Tormentate
Si trovano a sud-ovest di Sommerlund e sono in uno costante stato di guerra. Esse sono divise negli stati di Lyris, Magador, Delden, Salony, Eldenora e Slovia. Le varie regioni sono governate da avidi e meschini principi che fanno inasprire sempre di più il conflitto. La guerra ha anche attirato molte persone che, per fare un po' di soldi, sono diventate mercenari e cambiano spesso la fazione per cui combattere a seconda della paga. Una delle principali battaglie fu l'Assedio di Tekaro, una ricca città della Slovia, durante la grande guerra del PL 5058 tra Salony e Slovia. Tra le guerre le più famose sono la Guerra della Pietra della Sapienza, la guerra tra Lyris e Magador, la guerra tra Delden e Salony e la guerra tra Salony e Slovia. Le principali città sono: Quarlen (Lyris), Varretta (Lyris), Helin (Lyris), Karkaste (Lyris), Soren (Lyris), Luyen (Delden), Rhem (Salony), Amory (Salony), Eula (Salony), Tekaro (Slovia).

### Vassagonia
Il regno di Vassagonia è situato a sud-est di Sommerlund ed è coperta per la maggior parte dal deserto e possiede qualche catena montuosa. Vicino alla capitale si trova l'esteso lago di Inrahim. La capitale è Barrakeesh ed è governata da un sultano detto Zahkan. La città è famosa per i suoi bagni termali e per il Gran Palazzo, la residenza del Sultano. Il Gran Palazzo è rinomato per il suo ben assortito orto botanico e per la Piazza della Morte, dove si espongono le teste dei traditori e dei criminali, infilzate a dei pali.
Le città più importanti della Vassagonia (oltre a Barrakeesh) sono: Bir Rabalu, Kuchek, Bisutan, Teph, Kara Kala e Ferufezan.
L'esercito Vassako si distingue per i Charkassi, l'élite dell'esercito e dagli Itikar, delle bestie volanti molto difficili da addomesticare.
È tradizione inoltre, che quando un Sultano muore, i suoi sudditi portano una fusciacca nera.

### Stati sotto il dominio dei Signori delle Tenebre
Regno delle Tenebre, Zaldir, Nyras, Nyvoz, Ghatan, Hammerlands, Skaror, Ogia.

## Razze ed etnie umane

### Sommerliani
Umani dai tratti nordici che abitano Sommerlund: Lupo Solitario fa parte di questa etnia umana. Più precisamente oltre il 75% della popolazione ha i capelli biondi e quasi tutti hanno gli occhi azzurri.

### Drakkarim
Umani servi dei Signori delle Tenebre, molto violenti. Hanno la pelle pallida e gli occhi verdastri.

### Giak
Esseri umanoidi dagli occhi gialli. Servi dei Signori delle Tenebre. La loro versione più piccola e gracile è detta Zall.

### Vassa
Umani che abitano la Vassagonia, Casiorn, Clotundia, Terre Selvagge. Hanno tratti mediorentali, con pelle scura e occhi e capelli neri (anche se nelle Terre Selvagge alcuni sono più chiari).

### Ulnariani
Umani che abitano Durenor caratterizzati anche loro da tratti nordeuropei.

### Vaderish/ Aluvian/ Nael
Abitano le Terre Tormentate, hanno tratti alpini e mediterranei.
I Vaderish sono caratterizzati da capelli rossi e occhi verde chiaro mentre gli Aluvian e Nael da capelli neri e pelle giallastra, anche se alcuni hanno tratti più chiari.